# مطالعات ارتباطی

مطالعات ارتباطی

مطالعات ارتباطی یا علوم ارتباطات (انگلیسی: Communication studies) علومی هستند که به مطالعهٔ ارتباطات می‌پردازد. برخی دانشگاه‌ها ارتباطات را به عنوان رشته‌ای مستقل، و برخی دانشگاه‌های دیگر ارتباطات را به شاخه‌ها و رشته‌های مختلف تقسیم می‌کنند و آن را به شکل مجموعه‌ای از رشته‌های رسانه محور مانند روزنامه‌نگاری و روابط عمومی ارائه می‌دهند.
بخشی از مطالعات ارتباطی با فرایندهای ارتباطات انسانی در ارتباط است. سه نوع ارتباط وجود دارد: کلامی، شامل گوش‌دادن به یک فرد برای درک معنای پیام؛ نوشته، که در آن یک پیام خوانده می‌شود؛ و ارتباط غیر کلامی که شامل توجه به یک فرد یا موضوع که از طریق اشارات آن معنی استنباط شود.
این رشته شامل طیف وسیعی از موضوعات است، از بحث‌های چهره به چهره یا گفتگو با رسانه‌های خبری مانند پخش تلویزیونی است.
مطالعات ارتباطی همچنین بررسی نحوهٔ تفسیر پیام‌ها از طریق زمینه‌های سیاسی، فرهنگی، اقتصادی، معنوی، هرمنوتیک و ابعاد اجتماعی آن‌ها را تفسیر می‌کند.
آمار به عنوان یک رویکرد کمی به علوم ارتباطی نیز به تحقیق در مورد علم ارتباطات برای تأیید ادعاها اضافه شده است.

## تاریخچه
دانش ارتباطات در زمانی به وجود آمد که دانشجوی ویلبر شرام، بنیان‌گذار مؤسسه تحقیقات ارتباطات در دانشگاه ایلینوی، یعنی دیوید برلو، به دانشگاه ایالتی میشیگان آمد و اولین بخش از هنر ارتباطات عمومی را در اوایل دهه ۱۹۵۰ تأسیس کرد.
اگر چه بخش‌های دیگر علوم ارتباطی در جای دیگر نیز وجود داشت، دولت میشیگان اولین بخش در ایالات متحده بود که صرفاً به مطالعهٔ علوم ارتباطات با استفاده از رویکرد کمی اختصاص یافته بود و این یکی از قوی‌ترین برنامه‌های ایالت میشیگان است که در سطح ملی در مطالعهٔ ارتباطات انسانی قرار داشت.

## نام‌های دیگر
برنامه‌های مطالعات ارتباطی در دانشگاه‌ها نام‌های مختلفی از جمله ارتباط، ارتباطات، مطالعات ارتباطی، ارتباط گفتار، مطالعات لفظی، مطالعات رسانه‌ای، هنر ارتباطی، ارتباط جمعی، محیط زیست رسانه، تحقیقات ارتباطی و ارتباطات و علوم رسانه در برنامه درسی بر اساس غلظت متفاوت است.

## محدوده
مطالعات ارتباطی جنبه‌های علوم اجتماعی و علوم انسانی را در هم می‌آمیزد. بسیاری از کارهایی که در این زمینه انجام می‌شود، علمی است.
به عنوان یک علم اجتماعی این رشته اغلب با جامعه‌شناسی، روان‌شناسی، انسان‌شناسی، زیست‌شناسی، علوم سیاسی، اقتصاد و سیاست عمومی همخوانی دارد.
از دیدگاه علوم انسانی، ارتباطات با لفاظی و تعصب درگیر است (برنامه‌های فارغ‌التحصیل سنتی در مطالعات ارتباطی تاریخ خود را به سخنان بنیاد یونان باستان ردیابی می‌کنند)
تمرکز بر روی توسعهٔ تحقیقات، مطالعات ارتباطی را جدا از مقولات ارتباطی جامع می‌کند. بسیاری از دانشجویانی که این زمینه را انتخاب کرده‌اند این کار را انجام می‌دهند تا جاه‌طلبی‌های سطح دکترا را دنبال کنند. مقررات تحصیل در مقطع کارشناسی، بر آمادگی دانشجویان برای ارائهٔ سوالات مربوط به ماهیت ارتباطات در جامعه و توسعه ارتباطات به عنوان یک حوزهٔ خاص تمرکز دارد.
در ایالات متحده، انجمن ارتباطات ملی (NCA) نه حوزه متمایز، که اغلب باهم تداخل دارند، در رشته ارتباطات گسترده‌تر به رسمیت می‌شناسد که شامل: تکنولوژی، انتقادی-فرهنگی، سلامت، بین فرهنگی، گروه بین فردی کوچک، ارتباط جمعی، سازمانی، شعار سیاسی و ارتباطات زیست‌محیطی می‌باشد.
دانشجویان دوره‌های آموزشی که این زمینه‌ها را می‌گذرانند سایر برنامه‌ها و دوره‌ها که اغلب در برنامه‌های ارتباطی یکپارچه می‌شوند شامل روزنامه‌نگاری، نقد فیلم، تئاتر، روابط عمومی، علوم سیاسی (به عنوان مثال، استراتژی‌های مبارزات سیاسی، سخنرانی عمومی، اثرات رسانه ای در انتخابات) و نیز رادیو، تلویزیون و تولید فیلم است. اخیراً، ارتباطات متصل به کامپیوتر و پیامدهای رسانه‌های جدید برای ارتباط، تحقیقات و دوره‌های جدیدی را به خود جلب کرده است.